# Цойгел бира
Цойгел бира (на немски: Zoiglbier) е традиционна немска бира, разновидност на германския бирен стил келер бира, която произхожда от района на Франкония, Северна Бавария, където все още е любима напитка в местните бирарии.

## История и характеристика
Името на тази бира идва от немската дума от „zoigl“, което на местния франконски жаргон означава „знак“. В домашните франконски пивоварни zoigl е шестолъчна синьо-бяла звезда, оформена от два триъгълника, подобна на звездата на Давид. Звездата се правела от дървени летви, като в центъра се поставял силует на бирена чаша или борово клонче. През 13-и и 14 век всеки баварски земевладелец в региона на север от река Дунав автоматично придобивал правото да вари бира, като за средновековните бюргери и фермери поставянето на zoigl пред вратите било сигурен знак, че домашното пиво е готово и съседите са поканени да го пробват. Единият триъгълник на zoigl символизирал трите „елемента“, участващи в пивоварството: огън, вода и въздух, а другият символизирал трите „съставки“, използвани в пивоварния процес: малц, хмел и вода. Действието на дрождите все още не било открито през Средновековието.
Цойгел бирата е разновидност на келер бирата, но е направена от по-силно изпечен малц, което придава на бирата малко по-тъмен, наситено кехлибарен цвят. Цойгел и по-малко охмелен и с по-ниско алкохолно съдържание – обикновено под 5 об.%. Днес цойгел се вари изключително с благородни сортове хмел от долината Халертау. Подобно на келер бирата, цойгел е нефилтрирана, непастьоризирана и слабо газирана, но за разлика от келер, отлежава само няколко седмици, преди да се сервира. Поначало не се продава извън Бавария. Няколко пивоварни в днешно време предлагат цойгел в бутилки и кегове, в който случай бирата леко се газира.

## Търговски марки
По известни търговски марки в този стил са: Kommunalbrauhaus Neuhaus Lingl Zoigl, Kommunalbrauhaus Neuhaus Bahler Zoigl, Kommunbrauhaus Windischeschenbach Posterer Zoigl, Kommunbrauhaus Windischeschenbach Weisser Schwan Zoigl, Gänstaller-Bräu Golden Smoked Zoigl.